# الدوري الجنوبي لكرة القدم 1913–14
الدوري الجنوبي لكرة القدم 1913–14 (بالإنجليزية: 1913–14 Southern Football League)‏ هو موسم من الدوري الجنوبي الممتاز. فاز فيه سويندون تاون.